# Brandon Marshall
(en) Statistiques sur pro-football-reference
Brandon Marshall, né le 23 mars 1984 à Pittsburgh en Pennsylvanie, est un Américain, joueur professionnel de football américain ayant évolué au poste de wide receiver dans la National Football League (NFL).
Il a joué au niveau universitaire pour les Knights de l'UCF dans la NCAA Division I FBS avant d'être sélectionné au quatrième tour de la Draft 2006 de la NFL par la franchise des Broncos de Denver où il reste quatre saisons (2006-2009). Il joue ensuite pour les Dolphins de Miami (2010-2011), les Bears de Chicago (2012-2014), les Jets de New York (2015-2016), les Giants de New York (2017) et les Seahawks de Seattle (2018) et les Saints de La Nouvelle-Orléans (2018) avant de prendre sa retraite du football américain professionnel.
Il avait la réputation d'être habile pour briser et esquiver les tacles adverses.

## Sa jeunesse, le lycée
Marshall est né à Pittsburgh en Pennsylvanie. Il déménage vers la Géorgie et ensuite la Floride où il jouera dans l'équipe de football américain du lycée Lake Howell,.
Marshall y ayant également atteint un niveau d'excellence dans la pratique du basketball et de l'athlétisme, il y obtient le titre honorifique de "letterman" dans les trois sports pratiqués. En football américain, il joue tant en attaque qu'en défense; Il fait partie de la sélection de l'État et reçoit le titre de Seminole County Utility Player of the Year. En athlétisme, il participe aux compétitions de saut. Comme senior, il remporte le championnat de triple saut de la Class 3A de l'État de Floride avec un saut à 14,81 m. Il se classe 9e au saut en longueur avec un saut à 6,88 m. En saut en hauteur, il se classe second avec un saut à 1,98 m lors des Florida High School Athletic Association 3A District 7 Meet de 2002.

## Carrière universitaire
Marshall intègre l'université du Centre de la Floride. Il joue au poste de wide receiver pour les Knights de l'UCF lors de 44 matchs dont 21 comme titulaire. Lors de sa carrière universitaire, il compile 1 674 yards lors de ses 112 réceptions et inscrit 13 touchdowns.
Sa meilleure saison est celle de 2005 en tant que senior. Il joue 13 matchs, réceptionne 74 passes (meilleur total de sa carrière) pour un total de 1 195 yards et inscrit 11 touchdowns. Il dispute son meilleur match lors de l'Hawaii Bowl 2005 où il réussit 11 réceptions pour 210 yards et 3 touchdowns. Il y reçoit le titre de MVP du match. À la suite de la saison 2005, il est sélectionné dans la deuxième équipe de la Conference USA.
Marshall joue également comme defensive back pendant sept matchs lors de la saison 2004 à la suite de plusieurs blessés dans la ligne arrière d'UFC. Il commence son premier match universitaire à cette place le 4 octobre 2004 contre les Bulls de Buffalo. Il y réussit quatre tacles et 1/2 sack. Pendant la saison 2004, il compile 51 tacles, réalisant la meilleure statistique de son université au nombre de tacke.
| Statistiques en NCAA | Statistiques en NCAA | Statistiques en NCAA | Statistiques en NCAA | Statistiques en NCAA | Statistiques en NCAA | Statistiques en NCAA | Statistiques en NCAA | Statistiques en NCAA | Statistiques en NCAA | Statistiques en NCAA | Statistiques en NCAA | Statistiques en NCAA | Statistiques en NCAA | Statistiques en NCAA |
| Saisons              | Équipes              | Matchs               | Réceptions           | Réceptions           | Réceptions           | Réceptions           | Courses              | Courses              | Courses              | Courses              | Scrimmage            | Scrimmage            | Scrimmage            | Scrimmage            |
| Saisons              | Équipes              | Matchs               | Réc.                 | Yds                  | Moy.                 | TD                   | Crs.                 | Yds                  | Moy.                 | TD                   | Jx                   | Yds                  | Moy.                 | TD                   |
| -------------------- | -------------------- | -------------------- | -------------------- | -------------------- | -------------------- | -------------------- | -------------------- | -------------------- | -------------------- | -------------------- | -------------------- | -------------------- | -------------------- | -------------------- |
| 2002                 | UCF                  | 9                    | 2                    | 10                   | 9.0                  | 0                    | 1                    | -6                   | -6.0                 | 0                    | 3                    | 12                   | 4                    | 0                    |
| 2003                 | UCF                  | 12                   | 28                   | 377                  | 13.5                 | 2                    | 1                    | 8                    | 8.0                  | 0                    | 29                   | 385                  | 13.3                 | 2                    |
| 2004                 | UCF                  | 10                   | 8                    | 84                   | 10.5                 | 0                    | 0                    | 0                    | 0                    | 0                    | 8                    | 84                   | 10.5                 | 0                    |
| 2005~                | UCF                  | 13                   | 74                   | 1195                 | 16.1                 | 11                   | 1                    | 3                    | 3.0                  | 0                    | 75                   | 1198                 | 16.0                 | 11                   |
| Carrière en NCAA     | Carrière en NCAA     | 44                   | 112                  | 1674                 | 14.9                 | 13                   | 3                    | 5                    | 1.7                  | 0                    | 115                  | 1679                 | 14.6                 | 13                   |

~ = Statistiques incluant les données de l'Hawaii Bowl.

## Carrière professionnelle
| 1,82 m (6 ft) | 103 kg (229 lb) | 4.55 s | 1,67 s | 2,74 s | 4,39 s | 6.99 s | 0,94 m (37 in) | 3,04 m (10 ft 0 in) |

### Denver de Broncos

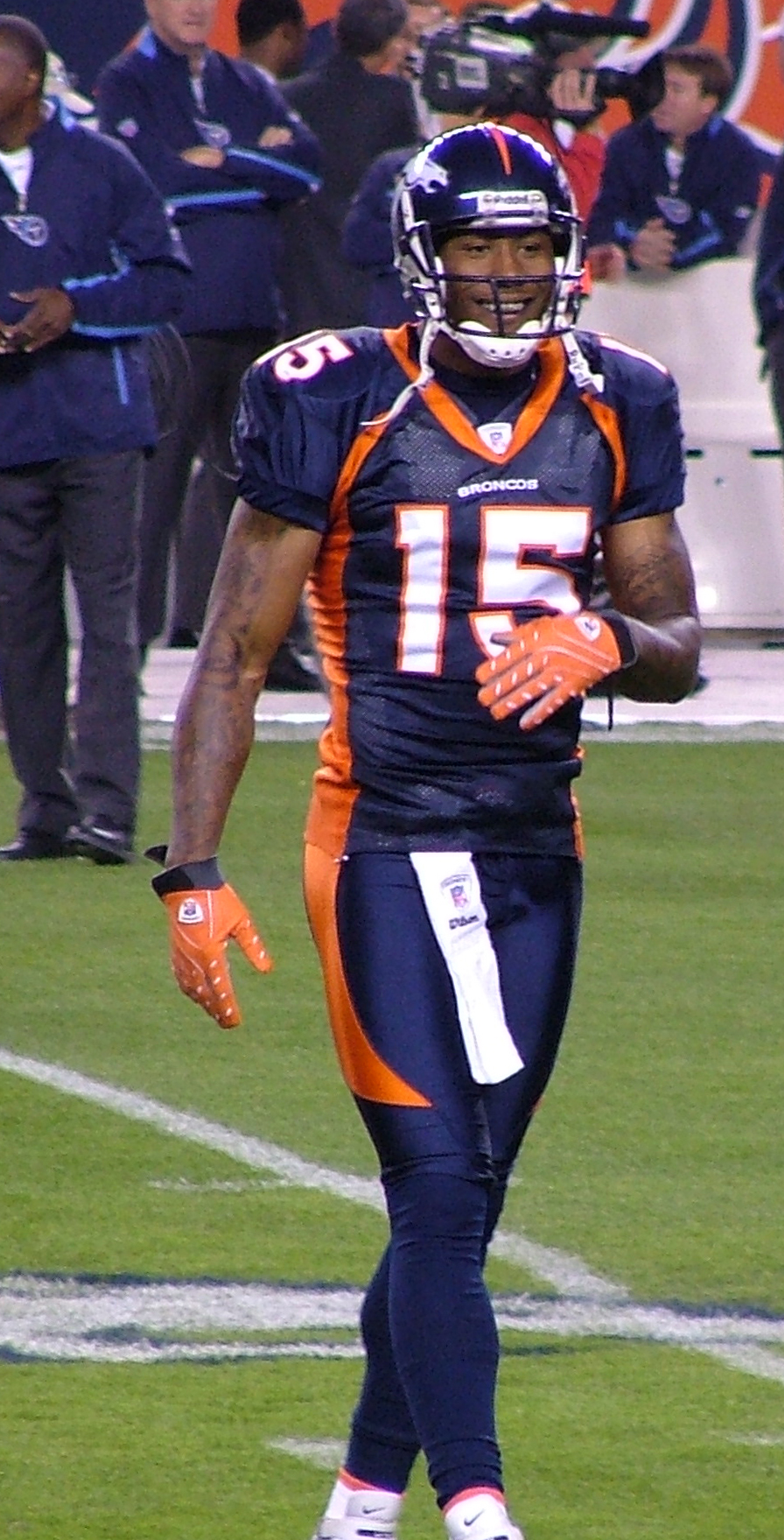
Brandon Marshall en 2007.

Il est sélectionné en 119e choix global lors du quatrième tour de la draft 2006 de la NFL par les Broncos de Denver.

#### 2006
Lors du match de préparation à la saison régulière 2006 contre les Lions de Détroit, Marshall s'occasionne une légère blessure au ligament croisé postérieur. Cette blessure ne l'empêche pas de jouer même s'il n'est considéré comme titulaire qu'à l'occasion d'un seul match.
Sur toute la saison, Marshall comptabilise 20 réceptions pour un gain total de 309 yards et 2 touchdowns. Lors des sept derniers matchs de la saison, il réceptionne au moins à chaque fois une passe, totalisant 18 réceptions, 287 yards, et 1 touchdown.
Son dernier touchdown sera inscrit lors du NBC Sunday Night Football (en) à domicile contre les Seahawks de Seattle le 3 décembre 2006. Dans ce match, c'est le rookie quarterback des Broncos Jay Cutler (qui effectuait son premier match NFL) tente une passe vers Marshall sur le côté droit du terrain. Marshall réceptionne le ballon, évite trois tacles adverses et, après une course de 71 yards, inscrit le plus long TD de sa carrière. Cette phase de jeu était la deuxième plus longue passe convertie en touchdown réalisée par deux rookies de toute l'histoire de la franchise de Denver.

#### 2007
Avant le début de saison, Marshall souffre d'une blessure à l'Aine ce qui l'empêche de participer aux camps d'entraînement des quarterback et de l'équipe pendant les mois de mai et juin. Lors du mini camp, le 10 juillet 2007, il est touché au Muscle quadriceps fémoral. Cette blessure le tient écarté pratiquement tout le reste du mini camp jusqu'à ce que l'entraîneur principal Mike Shanahan lui ordonne de reprendre l'entraînement pour les deux derniers jours.
Le 3 décembre 2007, lors de la défaite en déplacement chez les Texans de Houston, Marshall réceptionne 11 passes pour un gain de 107 yards. Neuf de ces réceptions ont lieu en première mi-temps.
Marshall devient également le seul wide receiver de l'histoire des Broncos à réussir 10 réceptions lors de deux matchs consécutifs.
Lors du réveillon de Noël 2007, à l'occasion de la défaite en déplacement chez les Chargers de San Diego, Marshall réceptionne six passes pour un gain global de 75 yards,.
Le 30 décembre 2007, à l'occasion de la victoire à domicile contre les Vikings du Minnesota, Marshall réceptionne 10 passes pour un gain total de 114 yards et 1 touchdown.
Sur l'ensemble de la saison, Marshall réceptionne 102 passes, dépassant les 100 réceptions sur une saison pour la première fois de sa carrière. Il devient le troisième joueur de deuxième année de l'histoire de la NFL à le réaliser, rejoignant Isaac Bruce et Larry Fitzgerald. Il franchit la barre des 1 000 yards à la réception au cours du 13e match de la saison lors de la victoire à domicile 41 à 7 contre les Chiefs de Kansas City (10 réceptions pour 115 yards et 2 TDs).
Marshall améliore ses statistiques et celles de son équipe en fin de saison :
- 102 réceptions
- 1 325 yards en réception
- 7 touchdowns en réception

Parmi les wide receiver de la NFL pour la saison 2007, il se classe, :
- 5e au nombre de réceptions réussies (102 réceptions);
- 6e au nombre de yards gagnés à la réception (1 325 yards);
- 2e en nombre de yards parcourus après réception (505 yards);
- 1er en nombre de yards parcourus après premier contact (319 yards);
- 1re cible en nombre de passes tentées par son quarterback (170 passes tentées vers lui);
- 4e ex æquo en nombre de réceptions amenant un 1st-down (70).

Après la saison 2007, Marshall, Jay Cutler, et Tony Scheffler (en) se rendent à Atlanta en Géorgie pour s'entraîner ensemble et améliorer leur timing en vue de la saison 2008.

#### 2008

##### Blessures hors compétition
Le 22 mars 2008, lors d'une dispute familiale à son domicile d'Orlando, Marshall glisse sur un sac vide McDonald et percute un téléviseur se coupant sérieusement à l'avant-bras droit,,. Selon Steve Antonopulos, entraîneur des Broncos, Marshall présentait des lacérations de l'avant-bras droit à une artère, une veine, un nerf, deux tendons et trois muscles. Il fut opéré à l’hôpital et en sorti avec un plâtre et plusieurs points de suture. Début avril son plâtre est enlevé mais il devra conserver son bras en écharpe jusqu'au mois de mai.
Fin juin, il est de nouveau apte à reprendre les entraînements avec les Broncos. Il révélera plus tard que sa main droite avait été engourdie pendant toute la saison 2008.

##### Suspension
Marshall reçoit officiellement trois matchs de suspension de la NFL le 5 août 2008 à la suite de problèmes juridiques résultant d'une conduite en état d'ivresse et de violences conjugales. Il ira en appel de cette sanction et celle-ci sera réduite à un seul match de suspension, deux avec sursis et une amende totale de 52 353 $.

##### Un record de NFL
Lors de son premier match d'après suspension, victoire à domicile 39 à 38 contre les Chargers de San Diego, Marshall réussit 18 réceptions pour un gain global de 166 yards tout en inscrivant 1 touchdown.
Les 18 réceptions en un match constituent le record pour la franchise des Broncos. Sa performance égalise le second meilleur score de l'histoire de la NFL derrière Terrell Owens lequel avait réussi 20 réceptions pour les 49ers de San Francisco au cours de la saison 2000.
Ces 18 réceptions lui donnent un total de 55 réceptions sur 5 matchs ce qui constitue un record NFL.
Il est le premier wide receiver de l'histoire de la NFL à enregistrer au moins 10 réceptions à quatre reprises sur 5 matchs,
Pour la première fois de sa carrière, cette performance contre les Chargers lui vaut également le titre de Joueur Offensif AFC de la semaine.

##### Tentative de célébration
Marshall se fait remarquer pour une tentative de célébration de touchdown lors de la victoire en déplacement 34 à 30 chez les Browns de Cleveland, victoire obtenue à la suite d'une remontée au score à l'occasion d'un Thursday Night Football joué le 6 novembre 2008.
À moins d'une minute de la fin du match, Marshall réussit une réception inscrivant le touchdown donnant l'avance à son équipe. Il sort alors de son pantalon un gant qu'il veut enfiler. Le WR Brandon Stokley se précipite vers lui lui enjoignant de ne pas faire ce geste arguant qu'il pourrait être considéré comme une célébration inappropriée (contraire aux règles de la NFL) pouvant entraîner une pénalité de 15 yards sur le kickoff.
Marshall expliqua plus tard qu'il avait l'idée d'enfiler un gant mi blanc et noir pour honorer le progrès racial et l'unité des États-Unis à la suite de l'élection de Barack Obama comme président deux jours plus tôt.
En ce qui concerne la tentative de célébration du TD, Marshall déclaré : "I know at the 1968 Olympics in Mexico, Tommie Smith and John Carlos raised that black glove and that fist as a silent gesture of black power and liberation. Forty years later, I wanted to make my own statement. I wanted to make my own statement and gesture to represent the progress we made." (Je sais qu'aux jeux Olympiques de 1968 au Mexique que les athlètes Tommie Smith et John Carlos avaient levé le poing avec un gant noir, geste silencieux en référence à la Black Power et sa libération. Quarante ans plus tard, je voulais faire ma propre déclaration. Je voulais faire ma propre déclaration et que mon geste représente les progrès qui nous avions réalisés.)".
Smith et Carlos n'avaient pas vu en direct la tentative de Marshall mais tous les deux ont déclaré qu'ils appréciaent et comprenaient l'intention de Marshall. Smith ajoute : "He wanted to make a mark in history and feel that he was a part of the change for the better." (Il voulait marquer l'histoire et sentir qu'il était partie intégrante de ce changement.). Carlos conclut : "He had the right idea in terms of what he was attempting to do." (Ce qu'il a tenté de faire était une bonne idée.).

###### Bilan de saison
Le 7 décembre 2008, en 13e semaine lors de la victoire à domicile contre les Chiefs de Kansas City, Marshall effectue 11 réceptions pour un gain total de 91 yards inscrivant 2 touchdowns.
Avec ces 91 yards, il franchit la barre des 1 000 yards à la réception pour la seconde saison consécutive. C'est également le second match de sa carrière au cours duquel il inscrit plus d'un TD, le premier s'étant également joué à domicile contre les Chiefs en 13e semaine de la saison précédente (ce match étant également celui au cours duquel il avait franchi la barre des 1 000 yards pour la 1re fois de sa carrière),.
Parmi les wide receiver de la NFL, il termine la saison classé :
- 3e au nombre de réceptions (104 réceptions);
- 7e au nombre de yards gagnés à la réception (1 265 yards);
- 5e au nombre de yards gagnés par match (84,3 yards);
- 7e au nombre de yards gagnés après la réception (419 yards);
- 3e au nombre de réceptions ayant amenés un 1st-down (65 réceptions);
- 1er cible au nombre de passes tentées par son quarterback pour la deuxième saison consécutive (181 passes tentées vers lui).

Il termine premier du vote des fans désignant le meilleur WR de l'AFC pour jouer le Pro Bowl 2009 avec 18 votes de plus que Randy Moss. Quatre WR sont sélectionnés pour jouer le match. Le vote des fans compte pour 1/3, les deux autres tiers revenant aux entraîneurs et joueurs. Il est ensuite officiellement sélectionné comme titulaire le 16 décembre 2008 pour jouer son premier Pro Bowl.

#### 2009
Marshall se fait opérer à la hanche le 31 mars 2009, celle-ci l'ayant ennuyé toute la saison écoulée. Il reprend les entraînements fin juillet mais ne le fait pas de façon optimale ce qui conduit le framchise à le sanctionner pour conduite nuisible à l'équipe (il ne jouera pas les deux premiers matchs de présaison).
Au cours du match de Thanksgiving à domicile contre les Giants de New York, Marshall enregistre 6 réceptions (dont deux à une seule main) pour un gain de 86 yards. Il reçoit le Pudding Pie Award (en) à la suite de sa performance, ce trophée étant délivré par la chaîne NFL Network au MVP du match.
Le 13 décembre 2009, malgré la défaite de son équipe 28 à 16 en déplacement contre les Colts d'Indianapolis, il réussit 21 réceptions, dépassant le record datant de 2008 de Terrell Owens (20 réceptions dans un match).
Owens déclare à ce propos : No more deserving of a guy than he is. He's just been a hard worker.... I wish him well. He's going to have a great career. (Personne d'autre ne le mérite plus que lui. Il a juste toujours travaillé très dur.. Je lui souhaite le meilleur. Il aura une belle carrière.).
Marshall devient le premier joueur depuis 1960 à réussir huit matchs avec au moins 10 réceptions lors de ses quatre premières saisons NFL. Lors de ce match contre les Colts, il parvient en plus à inscrire 2 touchdowns et 200 yards de réception (record de sa carrière). Cette performance lui a valu d'être élu meilleur joueur offensif de la semaine en AFC pour la deuxième fois de sa carrière.
Le 27 décembre 2009, lors de la défaite en déplacement contre les Eagles de Philadelphie, Marshall réceptionne la 100e passe de sa saison. Il devient le 5e joueur de l'histoire de la NFL (le premier des Broncos) à y arriver lors de trois saisons consécutives (comme Jerry Rice, Herman Moore (en), Marvin Harrison, Wes Welker, et Antonio Brown). Le 29 décembre 2009, il est sélectionné pour son deuxième Pro Bowl consécutif.
Marshall est cependant mis sur le banc par son entraîneur principal Josh McDaniels pour être arrivé en retard à une séance de physiothérapie. Le 3 janvier 2010, les Broncos perdent leur dernier match de la saison à domicile contre les Chiefs de Kansas City (44 à 24). Ils ne participent pas eux playoffs pour la quatrième saison consécutive.
Parmi les wide receiveur de la NFL, Marshall termine la saison classé :
- 3e ex æquo en nombre de réceptions (101);
- 7e ex æquo au nombre de TDs à la réception (10);
- 7e en nombre de yards gagnés après la réception (527 yards);
- 5e cible en nombre de passes tentées par son quarterback (154 passes tentées vers lui).

### Dolphins de Miami

#### 2010
Le 14 avril 2010, Marshall est transféré des Broncos de Denver vers les Dolphins de Miami contre un choix de second tour lors de la Draft 2010 de la NFL et un choix de second tour lors de la Draft 2011 de la NFL. Le même jour, Marshall signe un contrat de 4 ans pour 47,5 millions de $.
Marshall termine la saison avec 86 réceptions pour 1 014 yards et 3 touchdown. Pour la quatrième année consécutive, il franchit la barre des 1 000 yards à la réception en une saison. Sa série de trois années avec au moins 100 réceptions prend fin.

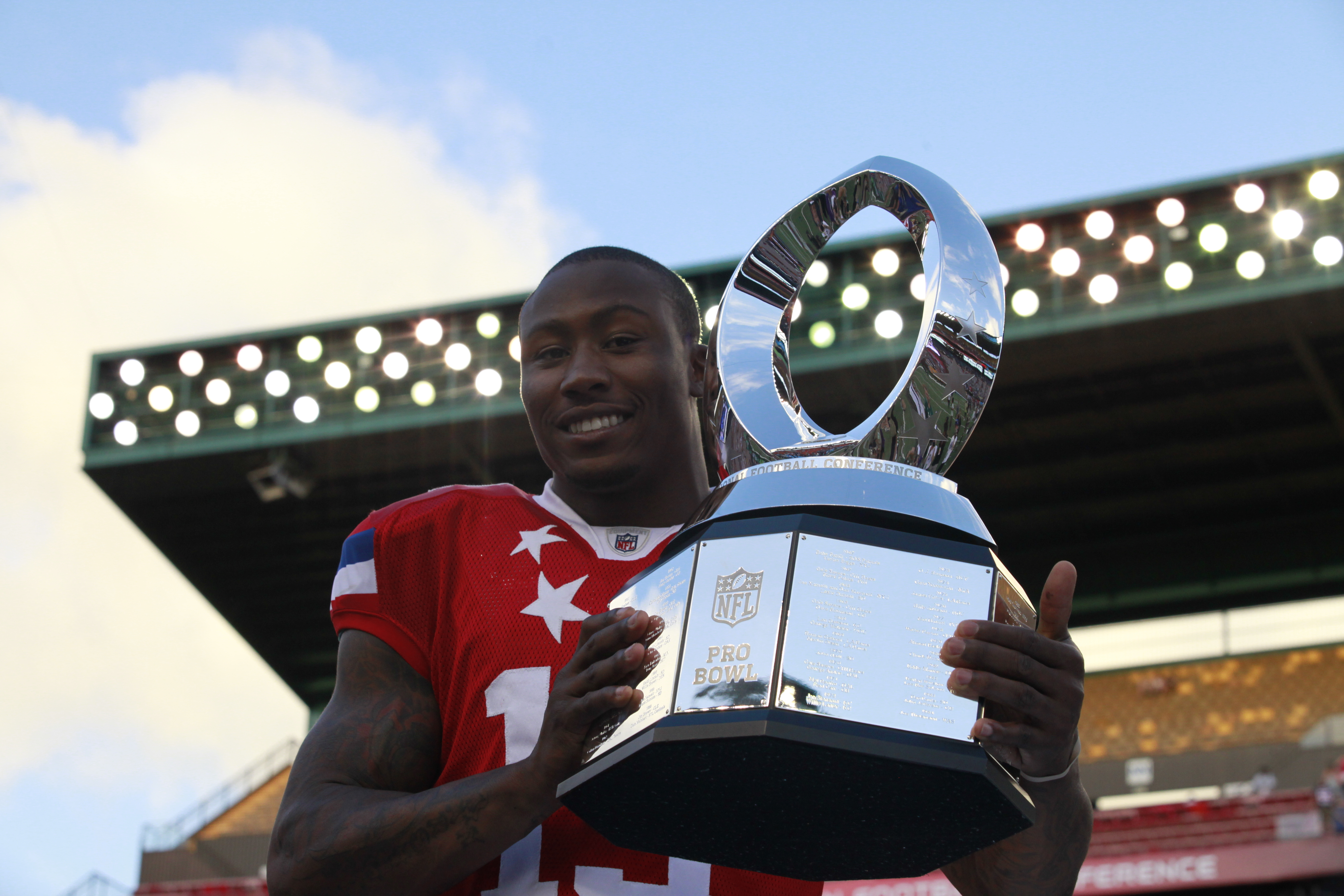
Marshall avec le trophée MVP du Pro Bowl 2012.

Ses meilleurs matchs de la saison ont lieu en :
- 3e semaine, à domicile contre les Jets de New York : 10 réceptions pour 166 yards et 1 TD;
- 6e semaine, en déplacement chez les Packers de Green Bay : 10 réceptions pour 125 yards;
- 15e semaine, à domicile contre les Bills de Buffalo : 11 réceptions pour 105 yards et 1 TD;
- 16e semaine, à domicile contre les Lions de Détroit : 10 réceptions pour 100 yards.

#### 2011
Au cours de cette saison, Marshall comptabilise 81 réceptions de passe pour 1 214 yards et 6 TDs. C'est la seconde saison consécutive qu'il réceptionne au moins 80 passes.
Lors du Pro Bowl, Marshall établi un record réceptionnant 6 passes pour 176 yards et 4 TDs (il aurait pu inscrire un TD supplémentaire si la passe n'avait pas été déviée). Il est élu MVP du match.

### Bears de Chicago

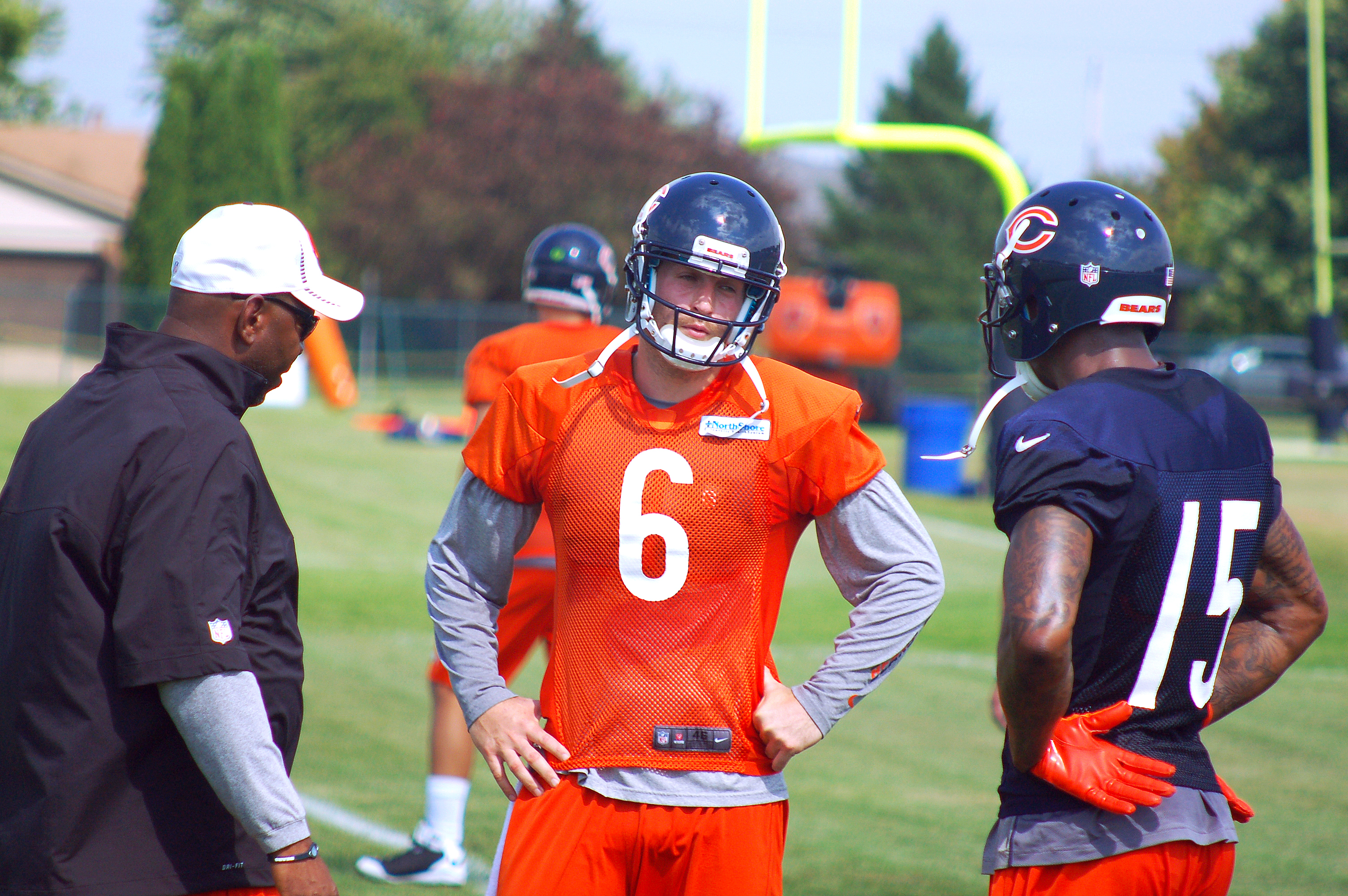
Marshall (à droite) en conversation avec son QB Jay Cutler pendant le comp d'entraînement des Bears.

#### 2012
Le 13 mars 2012, Marshall est échangé contre un choix de troisième tour de la Draft 2012 de la NFL et un autre choix d'un tour à déterminer de la Draft 2013 de la NFL, alors qu'il allait être Free Agent. Il rejoint son ancien coéquipier Jay Cutler devenu quarterback titulaire des Bears de Chicago.
Pour ses débuts avec les Bears lors du match contre les Colts d'Indianapolis (victoire 41 à 21), il inscrit 1 TD, réceptionne 9 passes pour 119 yards (c'est la 20e fois de sa carrière qu'il dépasse les 100 yards sur un match).
Après la victoire en 7e semaine contre les Lions de Détroit, Marshall doit payer une amende de 10 500 $ pour avoir porté des crampons de couleur orange.
En 12e semaine, contre les Vikings du Minnesota, il réceptionne 12 passes pour un gain de 92 yards et franchi le cap des 1 000 yards sur une saison pour la 6e fois de sa carrière. C'est le premier receveur des Bears à réaliser cet exploit depuis Marty Booker in 2002.
Deux semaines plus tard, à nouveau contre les Vikings, Marshall effectue encore 10 réceptions pour un gain global de 160 yards, dépassant le record de Marty Booker sur une saison en réussissant 101 réceptions.
En 16e semaine, contre les Cardinals de l'Arizona, Marshall bat le record de la franchise du nombre de yards en réception sur une saison datant de 1999 et qui était détenu par Marcus Robinson (en).
Le 26 décembre 2012, il devient le second receveur de l'histoire des Bears sélectionné pour le Pro Bowl depuis Dick Gordon (en) en 1971, le premier receveur ayant été Booker en 2002,. Il ne jouera cependant pas le match ayant à subir une arthroscopie à la hanche. Il est remplacé par Larry Fitzgerald.
Marshall termine la saison NFL :
- 2e en nombre de réceptions (118 soit 89 de plus que le second meilleur receveur des Bears Earl Bennett), ex æquo avec Wes Welker des Patriots de la Nouvelle-Angleterre et derrière Calvin Johnson des Lions de Détroit[64],[65];
- 3e au nombre de yards à la réception (1 508 yards) derrière Andre Johnson des Texans de Houston et Calvin Johnson[66].

#### 2013

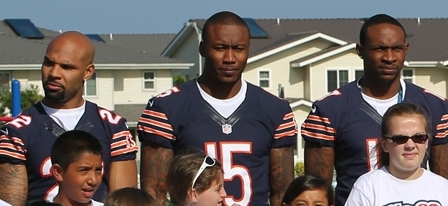
Marshall (au centre) avec à sa droite Alshon Jeffery et à sa gauche Matt Forté.

Marshall débute en force la saison 2013. En 1re semaine, il inscrit le TD de la victoire contre les Bengals de Cincinnati.
En 6e semaine, contre les Giants de New York, Marshall déclare qu'il portera des crampons verts pour indiquer son soutien à sa fondation sur les maladies mentales et pour promouvoir la semaine de sensibilisation à la santé mentale. Marshall s'attendait à être sanctionné d'une amende, alors il ajoute : "I'm going to get fined, and I'm going to match that, and we want to partner with a cancer-care charity. (Je vais être condamné à une amende, et je couplerai cela avec un partenariat avec une association caritative luttant contre le cancer). Marshall se voit infliger une amende de 10 500 $ par la NFL. Marshall termine la saison 2013 avec un bilan de 100 réceptions pour un gain global de 1 295 yards et 12 TDs (record de sa carrière). Le nombre de TD inscrit constitue le 3e meilleur score de l'histoire de la franchise derrière Ken Kavanaugh (en) et Dick Gordon (tous deux 13 TDs respectivement en 1947 et en 1970), et égalisant Curtis Conway (en) (12 en 1995). C'est également la 5e saison de Marshall avec au moins 100 réceptions sur une saison, égalisant les records en NFL de Wes Welker et Andre Johnson. Marshall est, de plus, le premier joueur de l'histoire de la franchise à accumuler plusieurs saisons avec au moins 100 réceptions.

#### 2014
Le 19 mai 2014, Marshall signe un contrat de 39,3 millions de $ pour 4 ans dont 22,3 millions de $ garantis incluant une prime à la signature de 7,5 millions de $. Une prime de 700 000 $ était envisageable si les Bears accédaient au Super Bowl lors des trois premières années de son contrat. Marshall pouvait également prétendre à des bonus d'entraînement (en 2014 : 200 000 $, en 2015 : 7,5 millions de $, en 2016 : 7,9 millions de $, en 2017: 8,3 millions de $, et être agent libre en 2018).
Contre les Cowboys en 14e semaine, Marshall est blessé à cause d'un coup de genou dans le dos de la part de Barry Church (en). Avec deux côtes cassées et un poumon endommagé, il est évacué en ambulance. Il ne rejouera plus du tout de la saison.

### Jets de New York

#### 2015

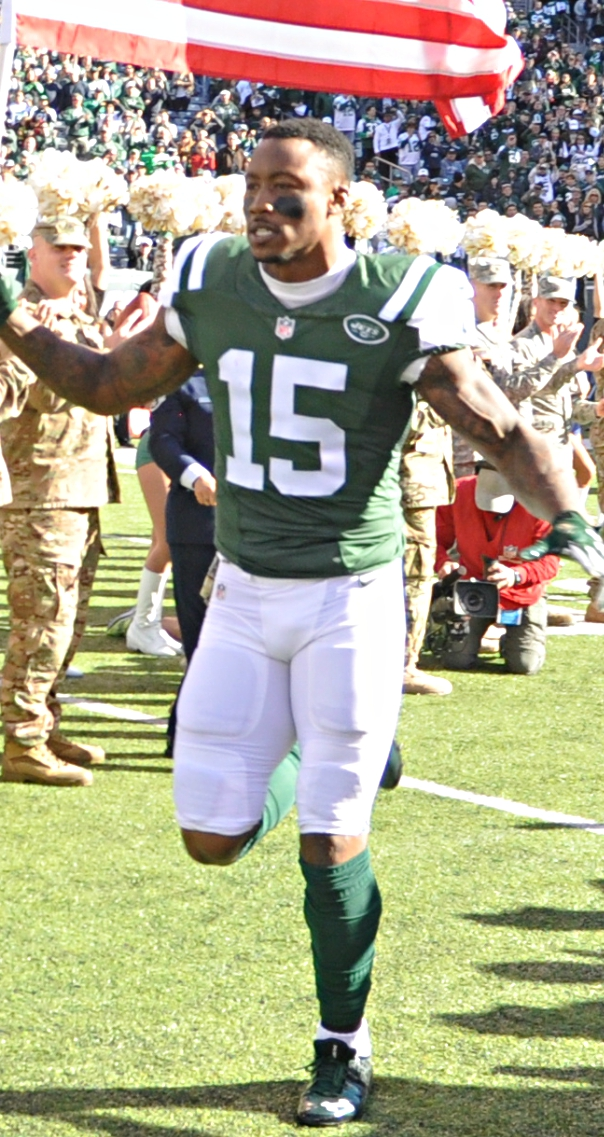
Marshall en 2015

Le 10 mars 2015, les Bears échangent Marshall et un choix de septième tour contre leur choix de cinquième tour pour la Draft 2015 de la NFL avec les Jets de New York. Marshall déclare qu'il s'agira de la dernière équipe pour laquelle il jouera et qu'il prendra sa retraite s'il est coupé.
Entre la 2e et la 5e semaine, Marshall gagne plus de 100 yards à chaque match. En 3e semaine, Marshall dépasse le total de 10 000 yards en réceptions au cours de sa carrière professionnelle. En 13e semaine lors de la victoire contre les Giants de New York, les 131 yards qu'il gagne lui permettent de dépasser pour la 8e fois de sa carrière le total de 1 000 yards à la réception sur une saison. Marshall devient le premier joueur de l'histoire de la NFL à dépasser les 1 000 yards à la réception sur une saison avec quatre équipes NFL différentes (3 avec Denver, 2 avec Miami, 2 avec Chicago et 1 avec les Jets). En 16e semaine, Marshall accumule 115 yards et 2 touchdowns lors de la victoire en prolongations contre les Patriots de la Nouvelle-Angleterre.
Marshall termine la saison avec 109 réceptions sur 174 tentatives de passe pour un gain global de 1 502 yards et 14 touchdowns. En fin de saison 2015, il termine dans le Top-5 des Wide receiver de la NFL pour le nombre de réceptions, le nombre de yards gagnés, et le nombre de TDs inscrits . Il est sélectionné pour la 6e fois au Pro Bowl et classé 25e du Top-100 des meilleurs joueurs de NFL avant la saison 2016.

#### 2016
En 2016, Marshall est moins productif à la suite d'un nombre trop élevé de ballons échappés (dropped balls) mais également à cause d'un perpétuel changement au poste de quarterback et des problèmes de vestiaire avec son coéquipier Sheldon Richardson. ll débute 15 matchs et termine la saison avec un total global de 788 yards à la réception et 3 touchdowns.
Après la saison 2016, des rumeurs indiquent que Marshall pourrait être libéré par les Jets vers le mois de février 2017. C'est bien ce qui arrive, les Jets évoquant un besoin de rajeunissement de l'équipe et un allègement de la masse salariale.

### Giants de New York en 2017
Le 8 mars 2017, Marshall signe un contrat de 2 ans pour un montant de 12 millions de $ avec les Giants de New York,.
Le 10 septembre 2017, au cours du premier match de la saison, en déplacement chez les rivaux de Dallas et à l'occasion du NBC Sunday Night Football (en), Marshall ne réussit qu'une seule réception de 10 yards pour ses débuts avec les Giants.
Le 8 octobre 2017, Marshall quitte le terrain après s'être fait mal à la cheville (défaite e, cinquième semaine 27 à 22 contre les Chargers de Los Angeles. le lendemain, Marshall annonce via Instagram que sa saison est terminée puisqu'il doit se faire opérer. le 10 octobre, il est placé en injured reserve. Il termine donc la saison 2017 avec un bilan global de 18 réceptions pour 154 yards sans aucun touchdown.
Le 19 avril 2018, il est libéré par les Giants.

### Seahawks de Seattle en 2018
Marshall signe un contrat d'un an avec les Seahawks de Seattle pour 2 millions de $ avec bonus le 29 mai 2018.
En 1re semaine contre les Broncos de Denver, Marshall inscrit un touchdown à la suite d'une passe du quarterback Russell Wilson ce qui s'avèrera être le dernier de sa carrière. Après six matchs, il est libéré par les Seahawks.

### Saints de La Nouvelle-Orléans en 2018
Marshall signe chez les Saints de La Nouvelle-Orléans le 12 novembre 2018 mais est libéré le 13 décembre 2018 sans avoir joué de match.

## Statistiques en NFL
| Saisons         | Équipes             | Matchs | Matchs | Réceptions | Réceptions | Réceptions | Réceptions | Réceptions | Courses | Courses | Courses | Courses | Courses | Fumbles | Fumbles |
| Saisons         | Équipes             | M      | MT     | Réc.       | Yds        | Moy.       | + Lng      | TD         | Crs.    | Yds     | Moy.    | + Lng   | TD      | Fum     | FP      |
| --------------- | ------------------- | ------ | ------ | ---------- | ---------- | ---------- | ---------- | ---------- | ------- | ------- | ------- | ------- | ------- | ------- | ------- |
| 2006            | Broncos de Denver   | 15     | 1      | 20         | 309        | 15,5       | 71T        | 2          | 2       | 12      | 6       | 6       | 0       | 1       | 0       |
| 2007            | Broncos de Denver   | 16     | 16     | 102        | 1.325      | 13,0       | 68T        | 7          | 5       | 57      | 11,4    | 24      | 0       | 3       | 1       |
| 2008            | Broncos de Denver   | 15     | 15     | 104        | 1 265      | 12,2       | 47         | 6          | 2       | −4      | −2      | 7       | 0       | 4       | 3       |
| 2009            | Broncos de Denver   | 15     | 13     | 101        | 1 120      | 11,1       | 75T        | 10         | 7       | 39      | 5,6     | 14      | 0       | –       | –       |
| 2010            | Dolphins de Miami   | 14     | 14     | 86         | 1 014      | 11,8       | 46         | 3          | 2       | 3       | 1,5     | 4       | 0       | 2       | 1       |
| 2011            | Dolphins de Miami   | 16     | 16     | 81         | 1 214      | 15,0       | 65T        | 6          | 1       | 13      | 13      | 13      | 0       | 1       | 1       |
| 2012            | Bears de Chicago    | 16     | 16     | 118        | 1 508      | 12,6       | 56         | 11         | 1       | -2      | -2      | -2      | 0       | 2       | 0       |
| 2013            | Bears de Chicago    | 16     | 16     | 100        | 1 295      | 13         | 44         | 12         | 0       | 0       | 0       | 0       | 0       | 0       | 0       |
| 2014            | Bears de Chicago    | 13     | 13     | 61         | 721        | 11,8       | 47         | 8          | 0       | 0       | 0       | 0       | 0       | 1       | 1       |
| 2015            | Jets de New York    | 16     | 16     | 109        | 1 502      | 13,8       | 69T        | 14         | 0       | 0       | 0       | 0       | 0       | 3       | 2       |
| 2016            | Jets de New York    | 15     | 15     | 59         | 788        | 13,4       | 41         | 3          | 0       | 0       | 0       | 0       | 0       | 0       | 0       |
| 2017            | Giants de New York  | 5      | 5      | 18         | 154        | 8,6        | 18         | 0          | 0       | 0       | 0       | 0       | 0       | 0       | 0       |
| 2018            | Seahawks de Seattle | 7      | 2      | 11         | 136        | 12,4       | 27         | 1          | 0       | 0       | 0       | 0       | 0       | 0       | 0       |
| Carrière en NFL | Carrière en NFL     | 179    | 158    | 970        | 12 351     | 12,7       | 75T        | 83         | 20      | 118     | 5,9     | 24      | 0       | 17      | 9       |

## Vie privée
Le surnom de Marshall en NFL est The Beast (La Bête),,,
Marshall adore restaurer de vieilles voitures. Il est membre du chapitre Lambda Omega de la confrérie Kappa Alpha Psi (en) et participe ainsi à des œuvres de charité. Il est très impliqué à reconstruire le Larimer Park de Pittsburgh en Pennsylvanie. Il est marié et a deux enfants,.

### Trouble de la personnalité limite ou borderline
Le 31 juillet 2011, Marshall déclare lors d'une conférence de presse qu'il a été diagnostiqué atteint d'un trouble de la personnalité borderline (TPB). Marshall déclare que toute sa carrière professionnelle et sa vie privée avaient été parsemées de problèmes résultant de cette maladie mais que ce n'était que tout récemment, grâce à un traitement, qu'il avait appris à se soigner efficacement. Selon Marshall, une étude récente indiquait qu'au moins 35 % des détenus masculins à l'échelle nationale et 25 % des détenues avaient été diagnostiqués comme souffrant de la même maladie. Il dit également qu'il espérait réduire la stigmatisation du TPB, et encourager et diriger les autres personnes atteintes de cette maladie à recevoir des soins appropriés. Le 10 octobre 2013, Marshall enfile une paire de crampons Nike de couleur vert clair pour soutenir la semaine de sensibilisation aux maladies mentales. Marshall a fait don du même montant que toutes amendes qu'il a reçues de la NFL à la suite de ce geste (prohibé par la NFL) à une œuvre de charité, montant qui estimé à 10 500 $.

### Problèmes juridiques
Selon les archives publiques de la ville d'Orlando dans le comté d'Orange en Floride, (dossier 48-2004-MM-012392-O), le jour d'Halloween 2004, Marshall, toujours étudiant au sein de l'université du Centre de la Floride (UCF), est arrêté à Orlando pour agression contre un officier de police, refus d'obéir, conduite dangereuse et résistance à un officier de police.
Le 1er janvier 2007, Marshall est présent au Shelter, un club de nuit de Denver dans le Colorado, avec ses coéquipiers Javon Walker (en) et Darrent Williams. Ils participent à une fête d'anniversaire de Kenyon Martin, joueur de basketball des Nuggets de Denver. Alors qu'ils allaient quitter le club en limousine, un inconnu fait feu vers leur véhicule touchant mortellement Williams au cou. Un certain Willie Clark sera accusé par la suite du meurtre. Javon Walker déclarera lors d'une intervieuw que le tireur était probablement un patron de boîte de nuit ayant agi en représailles à une altercation s'étant déroulée cette nuit-là avec le cousin de Marshall,.
Le 26 mars 2007, Marshall est arrêté dans la banlieue de Denver à Highlands Ranch, soupçonné de violences conjugales après que sa compagne ait déclaré qu'à la suite d'une dispute, Marshall l'avait violemment empêché de prendre un taxi pour quitter la maison. Ayant suivi une thérapie sur la gestion de la violence, les charges à l'encontre de Marshall sont levées le 25 mai 2007.
Tôt le matin du 22 octobre 2007, Marshall est arrêté à Aurora dans la région métropolitaine Denver, à l'intersection de la 14e et de Blake Street alors qu'il conduit sous influence d'alcool. Un procès était prévu pour le 16 septembre, mais Marshall, quatre jours plus tôt, négocie une peine plus légère en plaidant coupable d'avoir conduit sous influence. Il sera condamné à une peine de 24 heures de travaux d'intérêts généraux et soumis à une période d'un an de probation.
Le 12 juin 2008, Marshall est pris en contravention lors d'un changement de bande de circulation. Lors du contrôle, il s'avère qu'il circule sans sa licence et sans preuve d'assurance. L'affaire est finalement abandonnée dans le cadre de la négociation pour l'incident du 22 octobre 2007 décrit ci-avant.
Un article du 17 septembre 2008, paru sur le site CompleteColorado.com, signale que le Bureau du Procureur du comté de Fulton de l'état de Géorgie, avait, le 10 septembre, demandé des poursuites judiciaires à charge de Marshall à la suite d'un incident (agression) survenu le 4 mars 2008 à Atlanta. Marshall avait été arrêté le 6 mars mais relâché le lendemain après avoir déposé une caution de 1 000 $. L'affaire avait été attribuée au juge John Mather. Le 14 août 2009, le jury déclara cependant Marshall non coupable.
Le 1er mars 2009, Marshall est arrêté à Atlanta pour mauvaise conduite après avoir été impliqué dans une bagarre avec sa fiancée, Michi Nogami-Campbell. Il est relâché après avoir versé une caution de 300 $. Les charges sont abandonnées le lendemain.
Le 23 avril 2011, Marshall est poignardé près de son estomac par sa femme, Michi Nogami-Marshall. Il est transporté à l'hôpital mais en ressort trois jours plus tard. Il est depuis complètement rétabli,. La police révèlera que son épouse avait bien appelé le 911 (les urgences) mais n'avait pas signalé un fait urgent et n'avait en aucun cas mentionné qu'il s'agissait d'un coup de couteau. Elle fut poursuivie d'agression caractérisée avec arme et fut libérée après paiement d'une caution de 7 500 $.
Un article du South Florida Sun-Sentinel publié le 30 juillet 2011, révèle que Marshall a été diagnostiqué souffrant du trouble de la personnalité borderline par l'hôpital McLean de Boston après l'incident avec son épouse. Il sera soigné pour cette maladie mentale et tournera un documentaire décrivant son combat contre cette maladie.
Le matin du dimanche 11 mars 2012, deux jours avant son transfert chez les Bears, Mashall est accusé d'avoir frappé une femme au visage dans une boite de New York et d'avoir été impliqué dans une bousculade. Le New York Post mentionne que Marshall, son épouse et quelques amis se trouvaient au Marquee lorsqu'une bagarre éclate. Marshall avait été accusé d'avoir donné un coup sous l'œil gauche d'une femme alors qu'il voulait atteindre des amis de celle-ci. L'enquête menée n'amènera pas de preuve d'implication de Marshall dans cet incident.

## Récompenses et honneurs
- High School :
  - Le no 15 porté par Marshall est retiré de la Lake Howell High School : 2012.
- Universitaire :
  - Sélectionné en 2e équipe de la C-USA : 2005.
  - MVP de l'Hawaii Bowl 2005.
- Professionnel :
  - 6 sélections au Pro Bowl : 2008, 2009, 2011, 2012, 2013, 2015.
  - Sélectionné en 1re équipe All-Pro : 2012.
  - Sélectionné en 2e équipe All-Pro : 2015.
  - Co-leader NFL au nombre de TD à la réception sur la saison : 2015.
  - 3 x meilleur joueur offensif de la semaine de l'AFC : 2e semaine en 2008, 14e semaine en 2009 et 13e semaine en 2015.
  - Membre du club des Wide receiver de la NFL a plus de 10 000 yards (10,000 Receiving Yards Club)
  - MVP du Pro Bowl 2012.

## Records

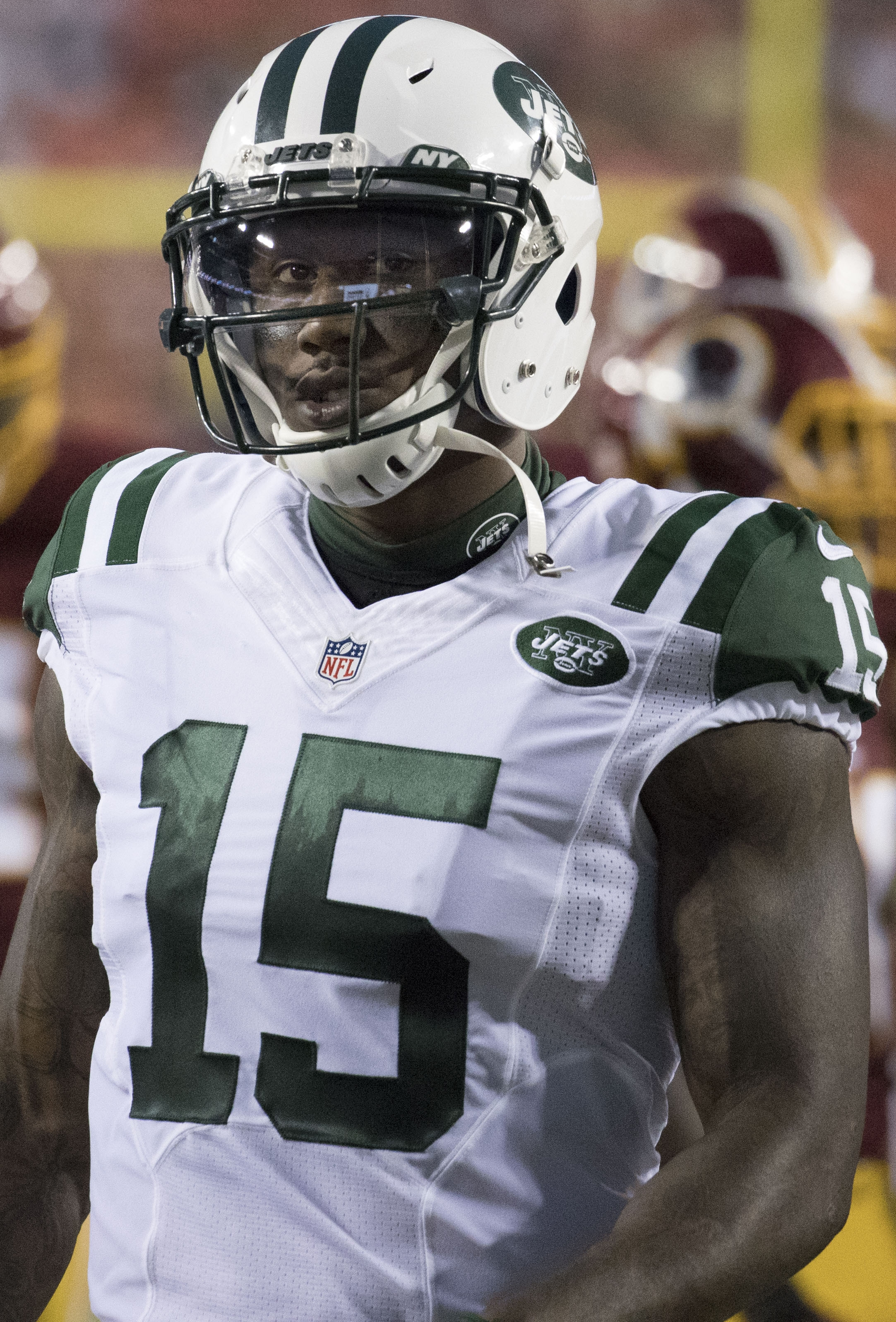
Marshall chez les jets en 2016

### En NFL
- 1er à atteindre les 1 000 yards à la réception sur une saison avec quatre équipes différentes : Denver, Miami, Chicago et NYJ.
- Joueur ayant réussi le plus de saisons avec au moins 100 réceptions: 6 saisons.
- Joueur ayant réussi le plus de réceptions lors d'un match de NFL : 21 réceptions[115].
- 3e-most receptions in an NFL game (18)[30]
- Joueur ayant réussi le plus de réceptions sur 5 matchs consécutifs de l'histoire de la NFL : 55 réceptions[2].
- 1er joueur de l'histoire de la NFL à avoir réussi au moins 10 réceptions lors de 4 des 5 matchs consécutifs[2],[31] (now tied with Calvin Johnson)
- 1er joueur depuis 1960 à réussir 8 matchs avec au moins 10 réceptions lors de ses quatre premières années NFL[45].
- 5e joueur de l'histoire de la NFL (1er joueur des Broncos) à avoir réussi au moins 100 réceptions lors de trois saisons consécutives[47].
- 9e joueur de l'histoire de la NFL (2e joueur des Broncos) à avoir réussi au moins 100 réceptions lors de deux saisons consécutives (2007 et 2008)[116].
- 3e joueur de deuxième année de l'histoire de la NFL à réussir au moins 100 réceptions sur la saison : 102 réceptions en 2007 (2e saison en NFL)[18].

### Chez les Jets de New York
- Plus grand nombre de réception en une saison : 109 en 2015[117].
- Plus grand nombre de yards à la réception sur une saison : 1 502 en 2015[117]
- Plus grand nombre de TDs inscrits à la réception en une seule saison : 14 en 2015 (à égalité avec Don Maynard et Art Powell (en))[117].

### Chez les Bears de Chicago
- Plus grand nombre de réception en une saison : 118 en 2012[118].
- Plus grand nombre de yards à la réception sur une saison : 1 508 en 2012[118].

### Au Pro Bowl
- Plus grand nombre de TDs inscrits à la réception en un seul match : 4 lors du Pro Bowl 2012.